# Мель, Леонид Леонгардович
Леонид Леонгардович Мель (1 марта 1903, Нарва, Санкт-Петербургская губерния — 1 сентября 1981, Чернушка, Пермский край) — композитор, хормейстер, педагог. Основатель Детской музыкальной школы в г. Чернушка. Заслуженный работник культуры РСФСР (1965). Почетный гражданин города Чернушка.

## Биография
Родился 1 марта 1903 года в городе Нарва Петербургской губернии в семье немца-ювелира. В 1913 году стал сиротой. До 1917 года учился в гимназии.
С 1917 года работал слесарем в Петроградском автопарке 7-й армии. После окончания в 1920 году средней трудовой школы в Петрограде работал заведующим клубом.
С 1922 года работает в торговле затем в Потребкооперации, параллельно учился в Петроградской консерватории (1921 г.) и музыкальном техникуме (1926 г.), но их не окончил.
В октябре 1942 года был эвакуирован в Чернушинский район к ранее эвакуированной семье. С этого момента и до 1949 года работает директором свеклобазы, в 1943 году при районном ДК организует академический хор. Параллельно с 1945 года работает учителем пения в школе.
С октября 1949 года назначается директором Чернушинского районного Дома культуры (РДК). В 1958 году на общественных началах открывает Народный университет культуры, организует в Чернушке отделение хорового общества, становится членом Всероссийского правления от региона Урала. В 1960 году за достигнутое мастерство академическому хору Чернушинского РДК присвоено Почётное звание «народного коллектива».
В 1963 году на базе кружка фортепиано и школы баянистов РДК в Чернушке стараниями Л. Л. Меля открыта детская музыкальная школа.
В 1964-65 годах на стендах ВДНХ СССР в Москве за пропаганду музыкальных знаний в народе экспонируется Чернушинский народный Университет культуры с хором районного Дома культуры, иллюстрирующим лекции-концерты классической музыки. В 1965 году народный коллектив РДК награждается Дипломом Заключительного показа Всероссийского смотра сельской художественной самодеятельности в г. Свердловске.
Указом Президиума Верховного Совета РСФСР от 22 ноября 1965 года Леониду Леонгардовичу Мелю присвоено Почётное звание Заслуженного работника культуры РСФСР за заслуги в развитии советской культуры и в связи с успешным проведением Всероссийского смотра, посвящённого 50-летию Революции.

## Творчество
Леонид Леонгардович Мель автор более 170 песен.
На стихи Евгении Трутневой в 1952-58 годах был написан цикл песен «Дождик», «Муравьи», «Весна», «Мама».
В соавторстве с поэтом Владимиром Радкевичем в 1960-е годы были созданы песни, считающимися лучшими в его творчестве: «И сердцем, и броней» (была в репертуаре ансамбля Уральского военного округа), «Песня о рабочем Урале» (фрагменты, которой служат позывными Пермского радио).
Получили известность песни: «Уральский вальс», «Кама родная», «Сроднился я с Чернушкою», «Песня Уральских туристов», «Весенняя лирическая».
Много песен написано на стихи чернушинских авторов: «Азин соколом летает» (сл. Петра Жукова), «Мы — Нефтяники» (сл. Евграфа Латышева и Николая Филиппова), «Город у нас золотой» (сл. Ивана Гурина), «Своеобразная песня» (сл. Н.Абрамова «Под началом старшины»).

## Награды
- Заслуженный работник культуры РСФСР (1965)
- Медаль «За доблестный труд в Великой Отечественной войне 1941—1945 гг.» (1946)
- Знак Министерства культуры «За отличную работу» (1958)
- Серебряная медаль ВДНХ СССР 1965 г. «За успехи в народном хозяйстве»
- Медаль «За доблестный труд. В ознаменование 100-летия со дня рождения Владимира Ильича Ленина» (1970)
- Медаль «30 лет Победы в Великой Отечественной войне 1941-1945 гг.» (1975)
- Почетный гражданин города Чернушка